# Pholetesor chiricahuensis
Pholetesor chiricahuensis är en stekelart som beskrevs av Whitfield 2006. Pholetesor chiricahuensis ingår i släktet Pholetesor och familjen bracksteklar. Inga underarter finns listade i Catalogue of Life.